# Dhofar 280
Dhofar 280 (Dho 280) est une météorite de 251,2 g trouvée en 2001 dans le Dhofar, en Oman. Ses caractéristiques pétrologiques et minéralogiques permettent d'affirmer qu'elle provient de la Lune, et plus précisément de ses hautes terres.

## Découverte
Dhofar 280 a été découverte le 14 avril 2001. Elle forme une paire avec Dhofar 081, une météorite de 174 g trouvée antérieurement (le 29 novembre 1999) à proximité : ayant des caractéristiques identiques, toutes deux résultent de l'impact d'un même météoroïde,.

## Pétrologie
Dhofar 280 est une brèche rassemblant des fragments d'anorthosite (une roche magmatique principalement constituée de plagioclase) et des fragments cristallins isolés, enrobés dans une matrice vitreuse.

## Minéralogie
Le verre de la matrice est comporte beaucoup de bulles et de schlieren (en) (des hétérogénéités optiques). Les minéraux principaux sont le plagioclase (An91-98), l'orthopyroxène (En58-75Wo4-5) et l'olivine (Fo60-77, Fe:Mn ≈ 99:1). Les minéraux accessoires sont la chromite riche en titane, l'ilménite, la troïlite et le métal Fe-Ni.
L'altération terrestre de Dhofar 280 est négligeable. En revanche on y décèle des siliciures de fer attribuables à l'altération spatiale : de petits grains de linzhiite (en) FeSi2, de naquite (en) FeSi et de hapkéite Fe2Si. C'est dans cette météorite que la hapkéite a été observée pour la première fois.